# 北海道道322号砂川停车场线
北海道道322号砂川停车场线（日语：北海道道322号砂川停車場線）是一条位于北海道砂川市内的普通道级道路（北海道道）。2008年至今，与北海道道374号栗泽停车场线一道并列为总長第三短的道道。

## 指定区間
- 起点：北海道砂川市東2条北2丁目（＝JR砂川站前）
- 終点：北海道砂川市東1条北2丁目（＝国道12号交点）
- 总長：50米

## 经过的自治体
- 空知综合振兴局
  - 砂川市

## 主要连接道路
- 砂川市
  - 国道12号

## 历史
- 1957年7月25日 路線勘定。路線编号为304。
- 1994年10月1日 路線编号变更为322。